# فاتسواف وجسيك
فاتسواف وجسيك (بالبولندية: Wacław Wójcik)‏ هو دراج بولندي، ولد في 19 نوفمبر 1919 في Rozhyshche ‏ في أوكرانيا، وتوفي في 28 ديسمبر 1997.

## وصلات خارجية
- فاتسواف وجسيك على موقع أرشيف الدراجات (الإنجليزية)